# Ebeji
Ebeji är ett vattendrag i Kamerun. Det ligger i den norra delen av landet, 1 000 km norr om huvudstaden Yaoundé.